# Val Fitch
Val Logsdon Fitch (10. marts 1923 - 5. februar 2015) var en amerikansk kernefysiker. Han modtog nobelprisen i fysik i 1980 sammen med sin forskerkollega James Cronin for et eksperiment, som de sammen havde udført i 1964, ved brug af Alternating Gradient Synchrotron på Brookhaven National Laboratory, der beviste at subatomarer reaktioner ikke følger fundamentale symmetriprincipper. Mere specifikt beviste de, ved at undersøge henfaldet af K-mesoner, at reaktioner, der foregå baglæns ikke forløber på samme måde baglæns som den oprindelige reaktion har gjort. Dette medførte at fænomenet CP-brud blev opdaget.
Fitch blev født på en kvægfarm i Merriman, Nebraska, og han var i hæren under anden verdenskrig: Han arbejdede på Manhattan Project på Los Alamos Laboratory i New Mexico. Han læste senere på McGill University, og færdiggjorde sin ph.d. i fysik i 1954 på Columbia University. Han var ansat på Princeton University fra 1954 frem til han blev pensioneret i 2005.